# Нортумберленд (графський і герцогський титул)

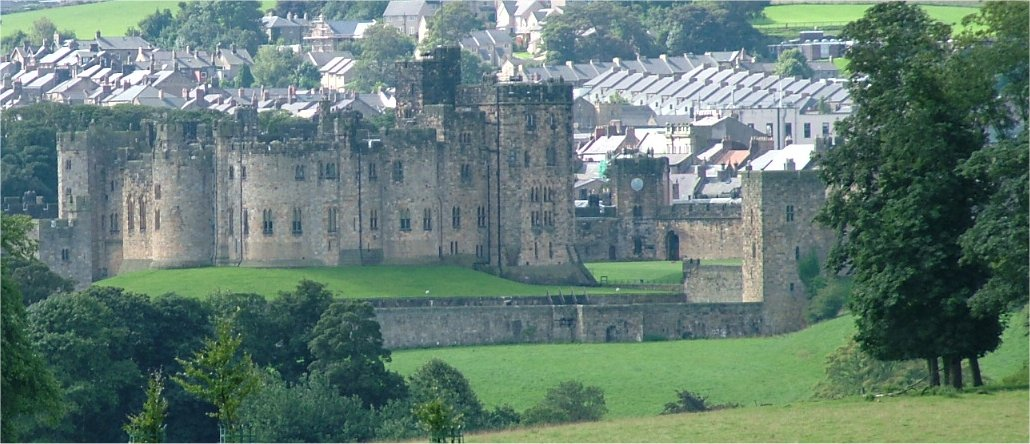
Традиційна резиденція Нортумберлендів — замок Алнік на півночі Англії

Нортумберленд (англ. Northumberland) — англійський графський та герцогський титул.

## Історія титулу
Спочатку було поєднано зі стародавнім родом де Персі, родоначальник якого, Вільям де Персі (помер 1096 року), прийшовши з Вільгельмом Завойовником в Англію, отримав великі володіння у графствах Йоркшир та Лінкольншир. З його онуком Вільямом вимерла чоловіча лінія цього дому; його маєтки та ім'я Персі прийняв Жоселен де Лувен. Його син Річард де Персі — один з 25 баронів, поставлених хранителями наданих Великою хартією привілеїв. Його племінник Генрі у 1299 році, як перший лорд Персі, був запрошений до палати лордів.
Найвизначніші представники дому Персі:
- Генрі Персі, 4-й лорд Персі, відзначився у французьких війнах за Едуарда III та у 1377 році став графом Нортумберлендом. У 1399 році він підтримував Генріха IV. Хоч він і отримав посаду конетабля і значні володіння, але у 1402 році посварився з королем та, в союзі з молодшим братом, Томасом Персі, графом Вустером, зібрав військо проти нього. Між тим як Нортумберленд підступив до шотландського кордону, його син, Генрі Перси, відомий під ім'ям Hotspur (Гаряча Шпора), дав поблизу Шрусбері 1 липня 1403 року криваву битву, яку його смерть вирішила на користь короля. У 1404 році відбулось примирення між старим Нортумберлендом і Генріхом IV, але вже наступного року Нортумберленд знову взяв участь у змові Томаса Моубрея та архієпископа Річарда Скроупа в Йорку, що мала на меті поставити на престол дім Йорка. Нортумберленд змушений був тікати до Шотландії та Уельсу. Його спроба вторгнення в Англію 1409 року вартувала йому, у битві при Брамген-Мурі, життя.
- Генрі, син Генрі «Гарячої Шпори» Персі, 2-й граф Нортумберленд, у 1414 році отримав від Генріха V назад володіння й титул графа Нортумберленда. Він залишався відданим прибічником короля та його сина Генріха VI й віддав життя за дім Ланкастерів, у 1455 році у битві під Сент-Олбансом. Його син Генрі, 3-й граф Нортумберленд, також був прибічником Ланкастерів й загинув у 1461 році під Таутоном.
- Генрі, 6-й граф Нортумберленд, в юності був заручений з Анною Болейн, майбутньою другою дружиною короля Генріха VIII. У травні 1536 року був серед суддів, які винесли королеві Анні смертний вирок. Він помер 1537 року не лишивши прямих спадкоємців, а його брат, Томас Персі, своєю участю у католицькому повстанні 1536 року («Благодатне паломництво») позбавив свою гілку права спадкування. Титул і володіння Нортумберлендів перейшли тоді до роду Дадлі.

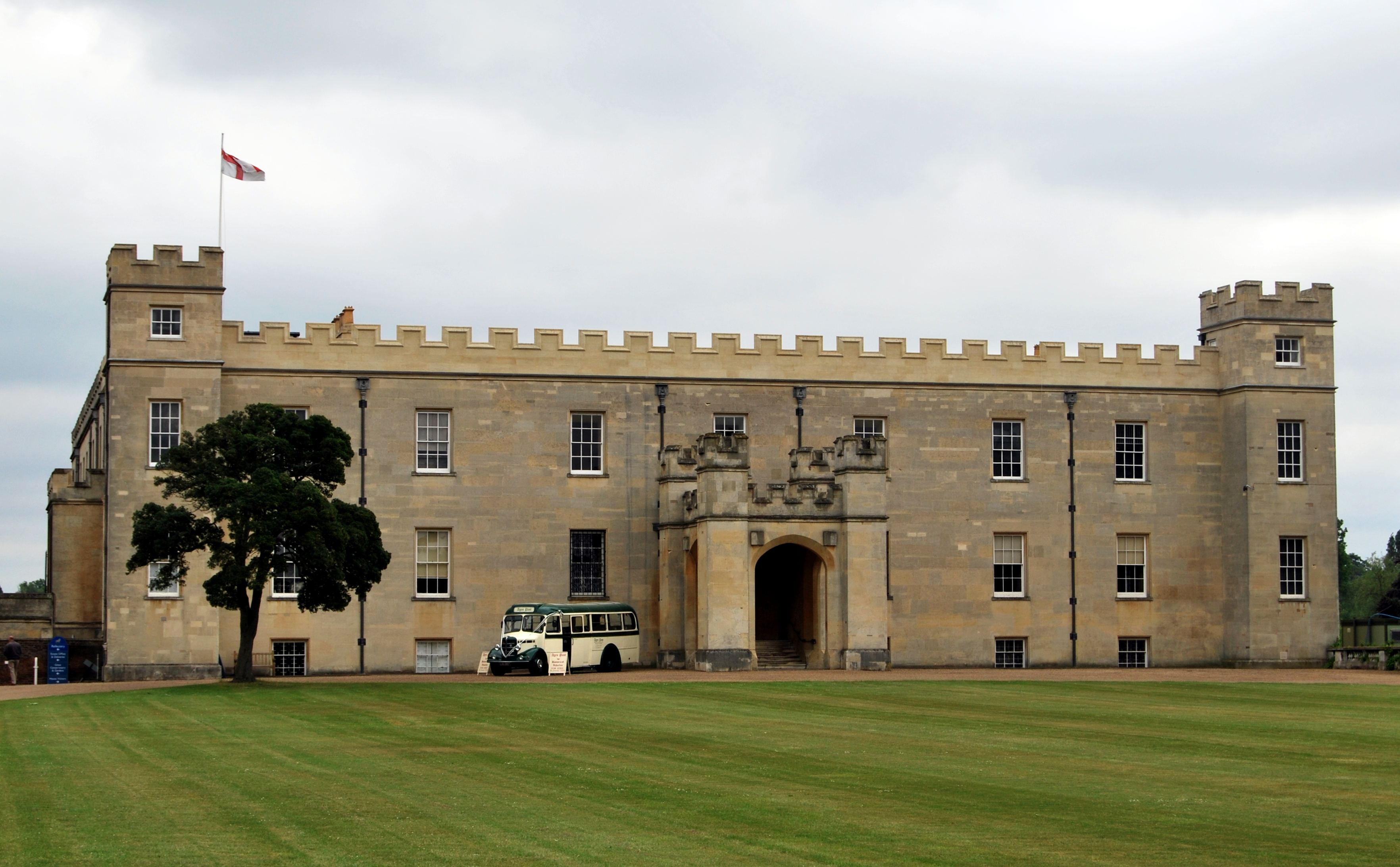
Сайон-хаус — столична резиденція Нортумберлендів

- Томас Персі, син страченого Томаса Персі, після страти Джона Дадлі (1553) королевою Марією I Тюдор знову став лордом Персі та графом Нортумберлендом; однак, і він, як глава католицьких змовників, був страчений у 1572 році. Володіння й титули роду перейшли до його брата Генрі, 8-го графа Нортумберленда, який, за участь у змові, був ув'язнений в Тауері й там загинув, можливо, від власної руки.
- Генрі, син попереднього, 9-й граф Нортумберленд, за участь у Пороховій змові був оштрафований на 20 тисяч фунтів стерлінгів, внаслідок чого втратив більшу частину майна. Просидівши 15 років у Тауері, він помер у 1632 році.
- Алджернон Персі, син попереднього, 10-й граф Нортумберленд, за Карла I був Великим адміралом, потім брав участь в опозиції проти двору й за це, на початку громадянської війни, втратив посаду. Він був пресвітеріанином, у 1644 році був обраний до урядового комітету парламенту, але 1649 року висловився проти засудження Карла I. Після смерті Олівера Кромвеля, за часів управління якого він усувався від політики, він чинив на користь реставрації Карла II, вступив до його Таємної ради й помер у 1668 році.

Нині чинний 12-й герцог Нортумберленд

З його сином Джоселіном Персі, 11-м графом Нортумберлендом, припинилась чоловіча лінія роду Нортумберленд (1670). Карл II подарував своєму побічному сину, Джорджу Фіцрою, у 1674 році титул герцога Нортумберленда; але й він помер 1716 року, не лишивши потомства.
Спадкоємиця останнього графа Нортумберленда з родини Персі вийшла заміж за Чарльза Сеймура, герцога Сомерсета, а її син Алджернон Сеймур, з 1722 року лорд Персі, у 1749 році отримав титул графа Нортумберленда. Коли й він у 1750 році помер, не лишивши нащадків чоловічої статі, його зять, сер Г'ю Смітсон, разом із родовим маєтком, придбав і володіння, і графський титул. У 1766 році він став герцогом Нортумберлендом й помер 1786 року. Його старший син, Г'ю Персі, 2-й герцог Нортумберленд (1742—1817), відзначився під час американської війни і був пізніше шефом гвардійських гренадерів. Йому спадкував його старший син Г'ю Персі (1785—1847), 3-й герцог Нортумберленд; він у 1829—1830 роках був лордом-намісником Ірландії.
- Алджернон Персі (1792—1865), брат Г'ю Персі, 4-й герцог Нортумберленд, у 1816 році став пером, здійснив низку наукових поїздок сходом і був президентом Королівського інституту. У 1852 став Першим лордом Адміралтейства. З 1862 року — адмірал, він помер 1865 року. Титул після його смерті перейшов до Джорджа Персі, 5-го герцога, який приєднав до титулу Нортумберленд титул графа Беверлі;
- Алджернон Джордж Персі (нар. 1810 року), герцог Нортумберленд, син Джорджа Персі, у 1852-65 роках був членом нижньої палати парламенту; у 1858 році став лордом Адміралтейства і членом Таємної ради, у 1867 році успадкував володіння батька й герцогський титул Нортумберленд, з 1878 до 1880 року був у кабінеті Беконсфільда хранителем печатки.

Його старший син, Генрі-Джон Персі (нар. у 1846 році), був скарбничим королівського двору; з 1887 року входив до Палати лордів з титулом барон Ловен.
- Энциклопедический словарь : в 86 т. (82 т. и 4 доп.). — СПб. : Ф. А. Брокгауз, И. А. Ефрон, 1890—1907. (рос.)